# John Hawkins (compositeur)
Pour les articles homonymes, voir John Hawkins et Hawkins.
John Hawkins (26 juillet 1944 à Montréal au Québec - 14 janvier 2007 à Toronto au Canada) était un compositeur, chef d'orchestre, professeur de musique et pianiste canadien.
Il a notamment remporté le concours 2nd-century Week Composition Competition en 1967 pour ses Huit mouvements pour flûte et clarinette et a reçu le prix Jules-Léger en 1983 pour Breaking Through, une commande d'ARRAYMUSIC. En 1971, il a participé à la fondation des New Music Concerts à Toronto où il se produit fréquemment. Il se produit aussi fréquemment dans les concerts présentés par la Société de musique contemporaine du Québec, notamment en tant que soliste sur l'enregistrement du Cycle pour piano et instruments à vent de Jacques Hétu.
John Hawkins a commencé sa formation professionnelle au Conservatoire de musique de Québec où il a été l'élève de Lubka Kolessa. En 1965, il a poursuivi ses études à l'Université McGill où il a obtenu un baccalauréat en musique (1967), un diplôme de concert (1968) et une maîtrise en musique (1970). À McGill, il a étudié la composition musicale avec István Anhalt grâce à une bourse de la Woodrow Wilson National Fellowship Foundation (en). Il a également étudié la direction d'orchestre avec Pierre Boulez à Bâle (Suisse) en 1969.
En 1970, il est devenu professeur à la faculté de musique de l'Université de Toronto où il a enseigné la théorie musicale, l'analyse, la composition et l'orchestration jusqu'à ce que des problèmes de santé le contraignent à prendre sa retraite en 2006. Il est décédé un an plus tard, à l'âge de 62 ans.
Parmi ses élèves les plus remarquables figure le compositeur John Burge (en). Il était associé au Centre de musique canadienne et membre de la Ligue canadienne des compositeurs.